# Metanoia (album Porcupine Tree)
Metanoia – album zespołu Porcupine Tree, wydany w 1998 roku, zawierający improwizacje nagrane w studiach, podczas sesji do Signify, zarejestrowane w latach 1995–1997. Album pierwotnie ukazał się w formie podwójnego 10"-wego winyla w liczbie 1000 egzemplarzy.
W 2005 r. wydano wersję kompaktową, zawierającą 2 dodatkowe utwory z tej samej sesji, które wcześniej znalazły się na kasecie Insignificance.
W 2006 roku ukazała się kompaktowa wersja zremasterowana.

## Spis utworów
wersja winylowa 10":
strona A
1. Mesmer I
2. Mesmer II

strona B
1. Mesmer III/Coma divine

strona C
1. Metanoia I/Intermediate Jesus

strona D
1. Metanoia II
2. Milan

wersja cd:
1. Mesmer I (8:33)
2. Mesmer II (6:04)
3. Mesmer III/Coma divine (13:16)
4. Door to the river (4:45)
5. Metanoia I/Intermediate Jesus (4:14)
6. Insignificance (4:57)
7. Metanoia II (10:56)
8. Milan (2:30)